# Liceo classico Pietro Giannone (Caserta)
Il Liceo classico e scientifico statale "Pietro Giannone" è uno storico istituto scolastico di Caserta che ha la sede storica sul corso Giannone, di fronte al parco della Reggia di Caserta. Una ulteriore sede, KNOWLEDGE CENTER, in via Melvin Jones (Area Saint Gobain) - Caserta e una sede associata: Liceo Scientifico opzione scienze applicate con biomedico e Liceo linguistico con curvatura relazioni internazionali e geopolitica nella sede associata di Caiazzo (Via Pasquale Cervo, 1).
Indirizzi di studio: Liceo Classico e Liceo Scientifico.  Articolazioni: Classico della Comunicazione (media, giornalismo, cinema, corpo diplomatico, UE, diritto - economia e finanza - tutte le facoltà),  classico "IPPOCRATE" per medicina - classico e scientifico "GRENOBLE" con studio del francese certificato come seconda lingua - scientifico ordinamentale con il latino - scientifico "CELSO" per medicina - scientifico "GALILEO" per ingegneria-fisica-robotica. Dall'a. s. 2022-2023, in esclusiva, doppio titolo diploma maturità italiano e di scuola superiore inglese A LEVEL.
EDUSCOPIO 2023 : il liceo Giannone è al primo posto tra i licei classici  e tra i licei scientifici del territorio, al secondo posto tra i licei classici della regione Campania, precede il “Parini”, il “Beccaria”  e il “San Carlo Borromeo”  licei di antica tradizione lombarda, il celebre “Marco Polo” di Venezia, il “Giulio Cesare” e il “Cornelio Tacito”  prestigiosi licei di Roma.
INVALSI 2023 : Esiti significativamente superiori alla media nazionale

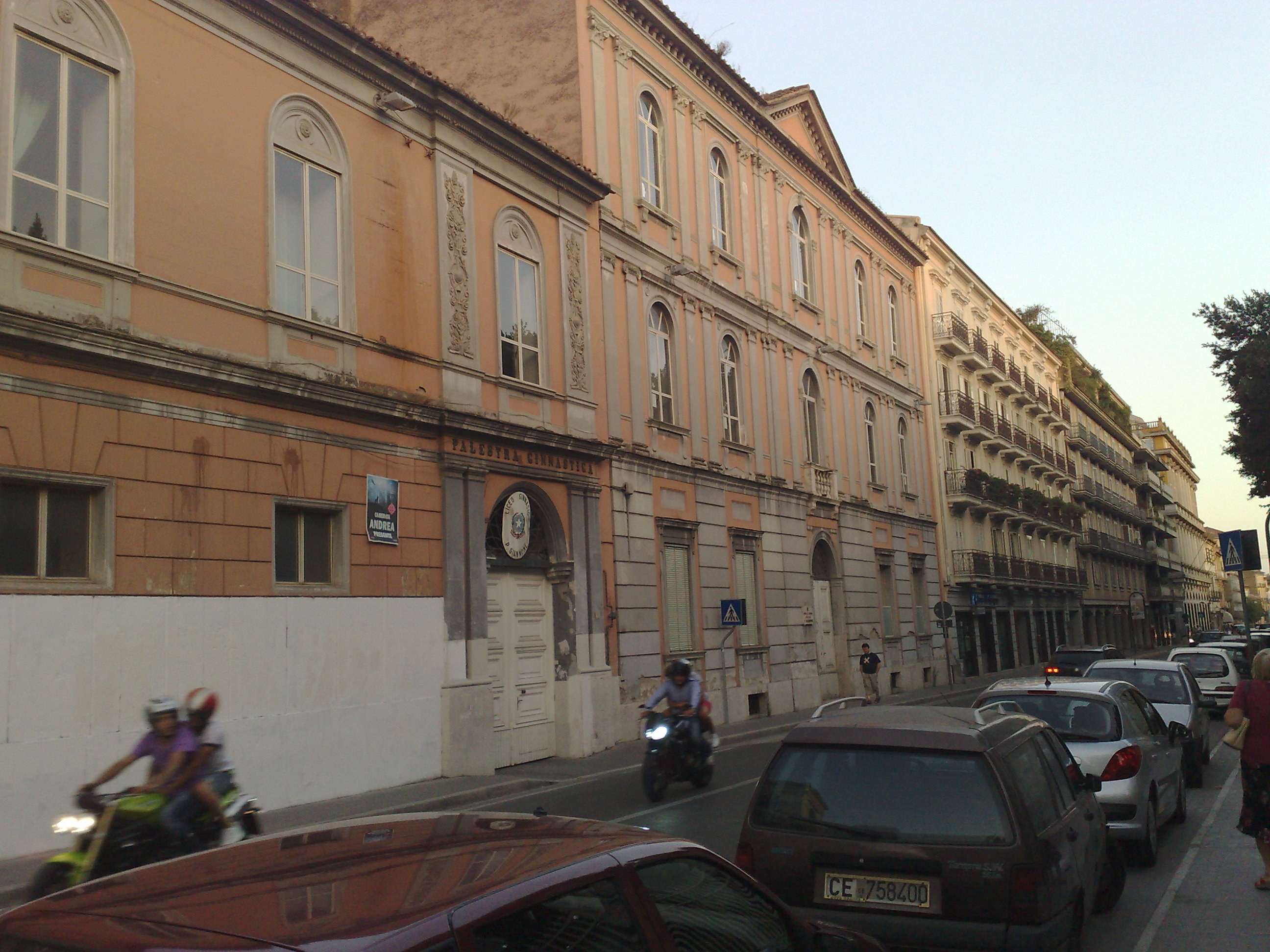
Entrata storica del Liceo Classico Giannone di Caserta

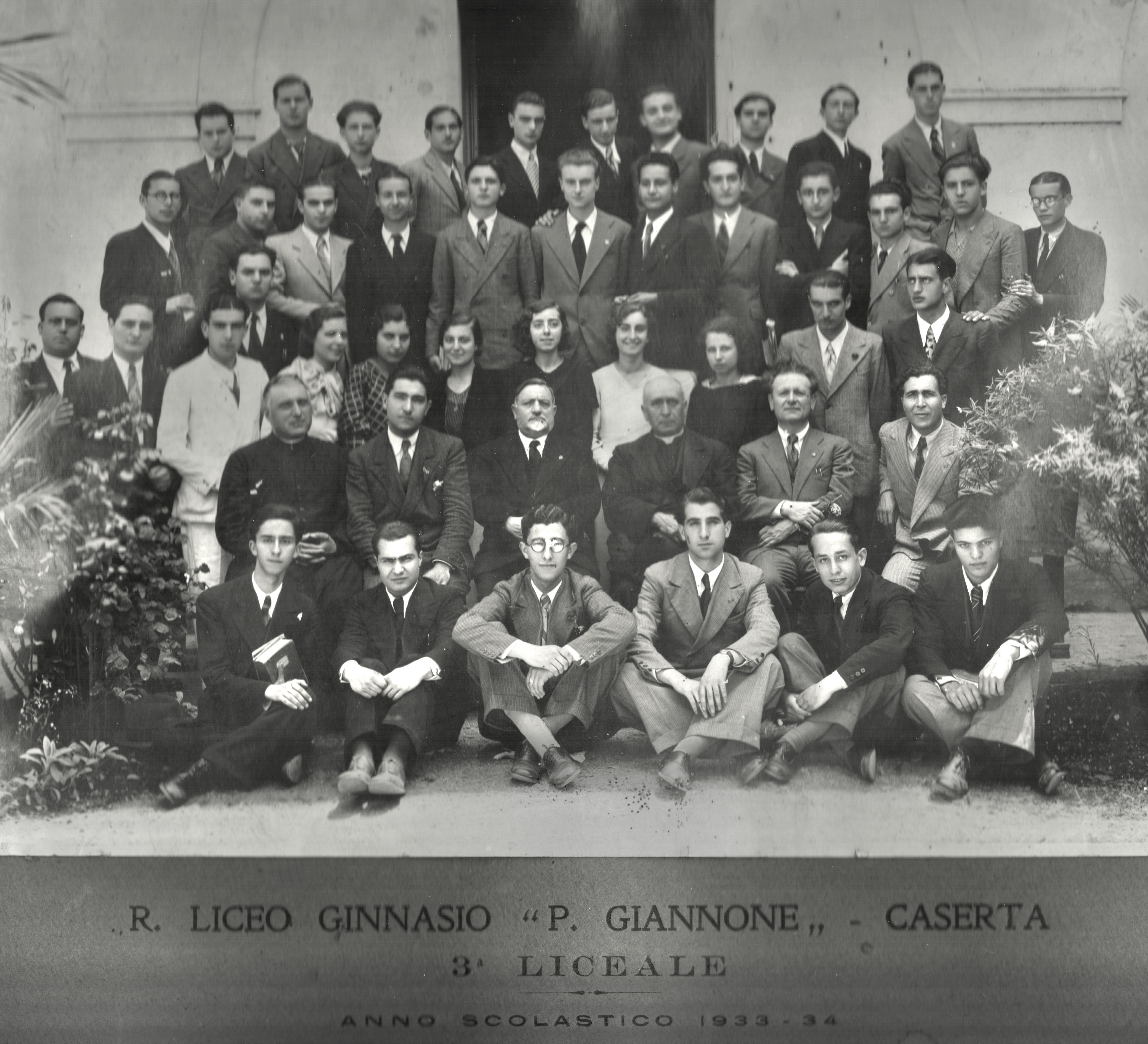
Anno scolastico 1933-34.

## Storia

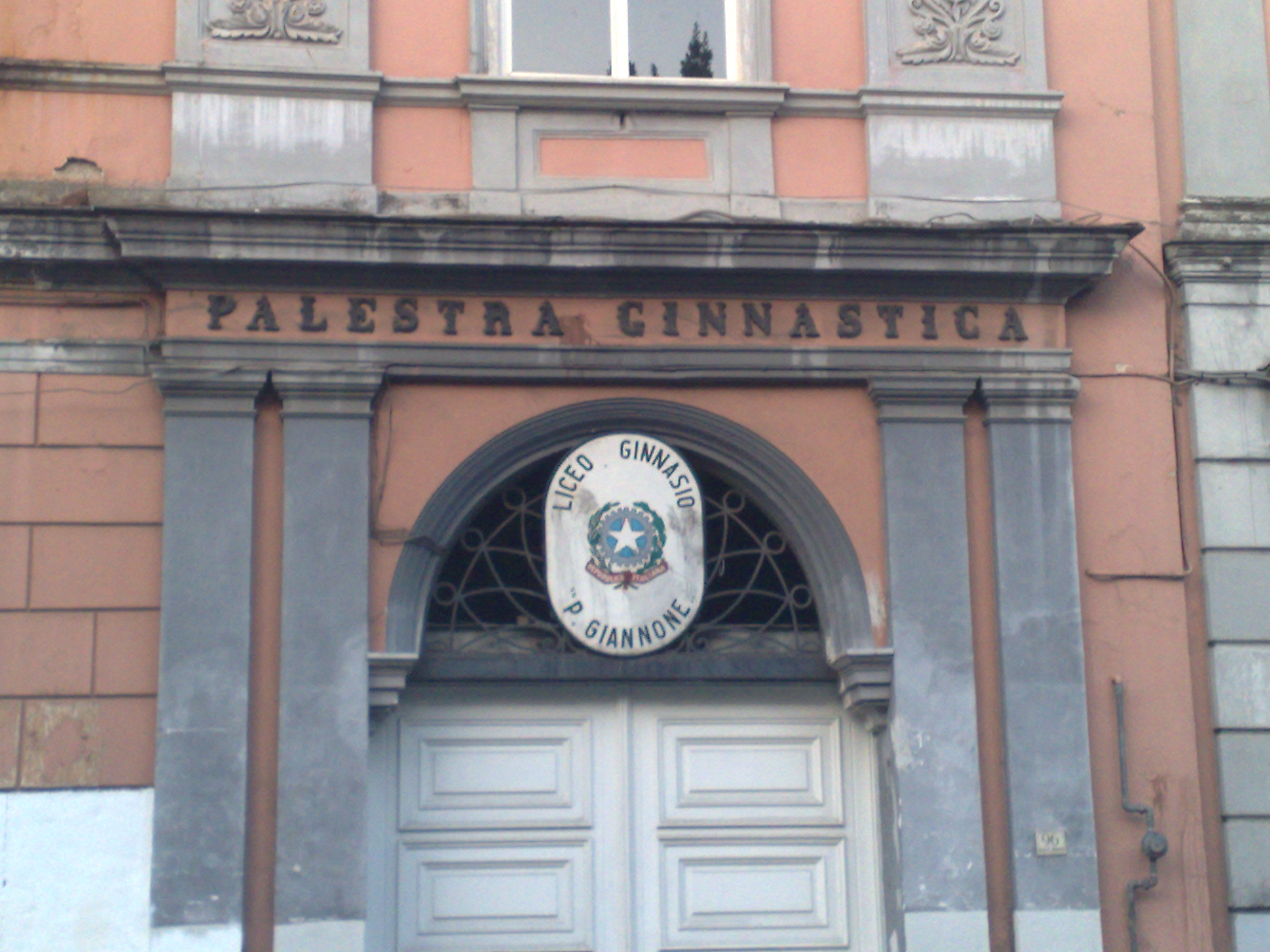
Lo "scudo" alla sommità dello storico ingresso

Nel periodo post-unitario, con l'estensione a tutto il nuovo regno della riforma Casati sulla scuola, il comune di Caserta provvide all'apertura di numerose scuole, tra cui anche il liceo Giannone. Nella zona del casertano infatti l'economia era prevalentemente agricola ed il tasso di analfabetismo si attestava su livelli piuttosto alti.
Il 2 gennaio 1866 venne inaugurato il regio ginnasio convitto, sorto sulle ceneri del disciolto seminario vescovile. L'istituto trovò sistemazione nei locali che furono quelli del convento di sant'Antonio: fondato nel XVI secolo, fu proprietà di vari ordini religiosi, tra cui i frati minori conventuali, i carmelitani ed i redentoristi. Dopo l'età borbonica fu sede di un convitto per orfani di guerra, divenendo proprietà del comune.
Nel 1868 il ginnasio fu intitolato al filosofo meridionale Pietro Giannone, cui fu intitolata nel 1871 anche la via in cui sorgeva. Nello stesso anno venne deliberata l'istituzione del triennio di liceo, completando così il ciclo di studi superiore. Due anni dopo, nel 1873, iniziò le lezioni la prima classe del nuovo ciclo di studi, seguita nei due anni successivi delle altre due classi.
Nel 1880, nell'aula magna del liceo, tenne un importante discorso l'allora ministro della pubblica istruzione Francesco de Sanctis, proponendosi in tale contesto più come letterato che come politico. In realtà tale discorso ebbe una forte eco per la vita politica della provincia, che risultava una delle più scolarizzate dell'intero meridione.
Durante la seconda guerra mondiale, il 27 agosto 1943, il Giannone fu oggetto assieme alla città di un pesante bombardamento alleato, e le aule rimaste intatte vennero utilizzate come ricovero per gli sfollati. Per questo motivo andarono perduti numerosi arredi, le attrezzature scientifiche ed i libri rari della biblioteca dei professori.
Dopo la liberazione la scuola fu sede di un corpo d'armata alleato. Durante il conflitto ben sei ex alunni furono decorati con la medaglia al valor militare, ed i loro nomi sono rintracciabili nei nomi delle principali strade, piazze e caserme della città e dei comuni viciniori.
Nel 1945 l'edificio tornò in parte a funzionare come orfanotrofio, mentre vennero eseguiti dei lavori di ristrutturazione che ne aumentarono anche le superfici.
Negli anni cinquanta la struttura divenne insufficiente per la popolazione scolastica, e nel 1962, nel giardino del vecchio convento, venne inaugurata l'attuale sede del liceo, sorta abbattendo parte del precedente edificio. Il secondo lotto dei lavori, con il quale avrebbero dovuto essere costruiti i locali per la presidenza, la sala dei professori, l'aula magna e la segreteria, non venne mai realizzato. Con la crescente scolarizzazione però in breve tempo anche la nuova sede risultò insufficiente. Quindi negli anni '60 fu completata l'opera, con l'inaugurazione dell'edificio dalla particolare forma ad angolo retto.
Nell'anno 2008 è stata fondata un'associazione di ex allievi che ha lo scopo di promuovere aggregazioni, eventi culturali, ricreativi e sportivi per ex alunni.
Il 9 novembre 2009 la palestra, tramite cerimonia religiosa, è stata intitolata a Paolo Mercaldo, alunno del Liceo deceduto esattamente un anno prima in un tragico incidente stradale mentre si recava a Potenza a giocare una partita con le giovanili della Juvecaserta insieme al padre, alla dirigente accompagnatrice e all'allenatore. Alla cerimonia, oltre a tutto l'Istituto, hanno partecipato, fra gli altri, anche Nicodemo Petteruti, allora sindaco di Caserta, e il vescovo della diocesi di Caserta.

## Indirizzi
Dal settembre 2013 il liceo Giannone dà vita anche all'indirizzo scientifico e ha una sezione associata a Caiazzo di liceo scientifico tradizionale e in più una sezione di scientifico opzione "scienze applicate" ad indirizzo biomedico, primo istituito nella Regione Campania.
Attualmente vi sono i seguenti licei:
- Classico
- Classico "delle Comunicazioni"
- Classico "Ippocrate" per medicina
- Classico "Grenoble" con studio del francese certificato come seconda lingua
- Scientifico ordinamentale
- Scientifico "Celso" per medicina
- Scientifico "Galileo" per ingegneria-fisica-robotica
- Scientifico "Grenoble" con studio del francese certificato come seconda lingua
- Scientifico opzione scienze applicate nella sede associata di Caiazzo
- Linguistico con curvatura relazioni internazionali e geopolitica

## Curiosità
- Tra gli anni cinquanta e sessanta la palestra del liceo è stata, insieme al campo esterno in terra, teatro dei primordi e delle prime apparizioni della squadra di pallacanestro di Caserta, la Juvecaserta che è nata all'interno del Liceo Giannone, così come della Società Scherma Giannone che ha dato al Paese campioni olimpici.